# Kościół św. Józefa w Boninie
Kościół św. Józefa w Boninie – katolicki kościół filialny zlokalizowany we wsi Bonin w gminie Łobez, w powiecie łobeskim (województwo zachodniopomorskie). Należy do parafii Najświętszego Serca Jezusowego w Zajezierzu.

## Historia i architektura
Murowany z kamienia, utrzymany w stylu neoromańskim kościół został zbudowany w 1845 roku. Sytuowany jest na planie prostokąta, z czworokątną, dwukondygnacyjną wieżą od strony zachodniej. Wieża w wyższej kondygnacji jest murowana z cegły, nakrywa ją spiczasty hełm. Portal wejściowy umieszczony jest od strony południowej. Portal i otwory okienne zamknięte są ostrymi łukami w ceglanych ościeżach. Nawę nakrywa dwuspadowy dach.
Wewnątrz kościoła zachował się XVII-wieczny ołtarz z kolumnami i uszakami, XVIII-wieczna ambona, a także ławki i drewniana empora z prospektem organowym z XIX wieku.
Po II wojnie światowej kościół został konsekrowany jako świątynia katolicka w 1946 roku.